# Dyschloropsis impararia
Dyschloropsis impararia is een vlinder uit de familie spanners (Geometridae). De wetenschappelijke naam is voor het eerst geldig gepubliceerd in 1858 door Guénée.
De soort komt voor in Europa.